# هيروتاكا سوزوؤكي
هيروتاكا سوزوؤكي (鈴置洋孝 سوزوؤكي هيروتاكا)؛ (6 مارس 1950 - 6 أغسطس 2006)، ممثل ياباني.

## أدواره في الأنمي

### مسلسلات أنمي تلفزيونية
- البدلة المتنقلة جاندام - برايت نوا
- البدلة المتنقلة زيتا جاندام - برايت نوا
- البدلة المتنقلة جاندام ZZ - برايت نوا
- كابتن ماجد - بسام
- روروني كينشين - سايتو هاجيمي
- رانما ½ - تاتيواكي كونو
- دراغون بول - تنشينهان
- دراغون بول Z - تنشينهان
- بوكيمون - جيوفاني، سلوبوك/سلوبرو
- بوكيمون أدفانس - جيوفاني
- ترايجان - تشابل ذا إيفرجرين
- المحقق كونان - تايتشي توميزاوا (جريمة قتل "التوائم الثلاثة")
- كيدي غريد - دكسترا
- سيلور مون سيلور ستارز - يوجي كاياما
- سفينة الفضاء ياماتو III - كينجيرو أوتا
- الحوت الأبيض - شامل
- سينت سيا - دراغون شيريو
- السائق (1988) - كازوتو هجيري

### أوفا أنمي
- روروني كينشين: فصل الذكريات - سايتو هاجيمي
- روروني كينشين: فصل الزمان - سايتو هاجيمي
- مغامرة جوجو الغريبة - نورياكي كاكيوين
- سينت سيا فصل هادس: المعابد الإثنا عشر - دراغون شيريو

### أفلام أنمي
- أي سيتي - كيه
- روروني كينشين: قداس للإيشين شيشي - سايتو هاجيمي
- يو يو هاكوشو - ياكومو
- ثلاثية أفلام البدلة المتنقلة جاندام
  - البدلة المتنقلة جاندام - برايت نوا
  - البدلة المتنقلة جاندام II محارب الحزن - برايت نوا
  - البدلة المتنقلة جاندام III لقاء في الفضاء - برايت نوا
- البدلة المتنقلة جاندام: هجوم شار - برايت نوا
- دراغون بول: المغامرة الغامضة - تنشينهان
- دراغون بول Z: شجرة القوة - تنشينهان
- دراغون بول Z: بوجاك متحرر - تنشينهان
- فيلم ناروتو: صدام النينجا في أرض الثلج - ناداري روغا
- سينت سيا - دراغون شيريو
- سينت سيا: المعركة الحامية - دراغون شيريو
- سينت سيا: أسطورة الشباب القرمزي - دراغون شيريو
- سينت سيا: محاربو الحرب الأخيرة - دراغون شيريو
- سينت سيا فصل النعيم: الإفتتاحية - دراغون شيريو
- ممثلة الألفية - جونيتشي أوتاكي
- رانما ½: معركة مخالفة القوانين - تاتيواكي كونو
- رانما ½: مهمة استعادة العروس - تاتيواكي كونو
- رانما ½: فريق رانما ضد الفنيق الأسطوري - تاتيواكي كونو
- فيلم بوكيمون الأول: هجوم ميوتو - جيوفاني

## أدواره في ألعاب الفيديو
- سينت سيا: ذا سانكتشواري - دراغون شيريو
- سلسلة ألعاب سوبر روبوت وورز
  - سوبر روبوت تايسن كومبليت بوكس - برايت نوا

## أدواره في الدبلجة اليابانية
- المتحولون - ستارسكريم، باورغلايد
- المتحولون: الفيلم - ستارسكريم
- مهمة مستحيلة - إيثان هانت
- مهمة مستحيلة 2 - إيثان هانت
- خيال رخيص - فنسنت فيغا

## وصلات خارجية
- هيروتاكا سوزوؤكي على موقع IMDb (الإنجليزية)
- هيروتاكا سوزوؤكي على موقع ميوزك برينز (الإنجليزية)
- هيروتاكا سوزوؤكي على موقع قاعدة بيانات الفيلم (الإنجليزية)
- هيروتاكا سوزوؤكي على موقع ANN person (الإنجليزية)
- صفحة IMDb